# Дронріп
Дронріп (нід. Dronryp) — село в нідерландській провінції Фрисландія. Входить до муніципалітету Вадхуке.
Його площа становить 15,83км², а населення станом на 2021 рік складало 3 275 осіб.
Перша згадка про населений пункт датується 1132-им роком.

## Галерея

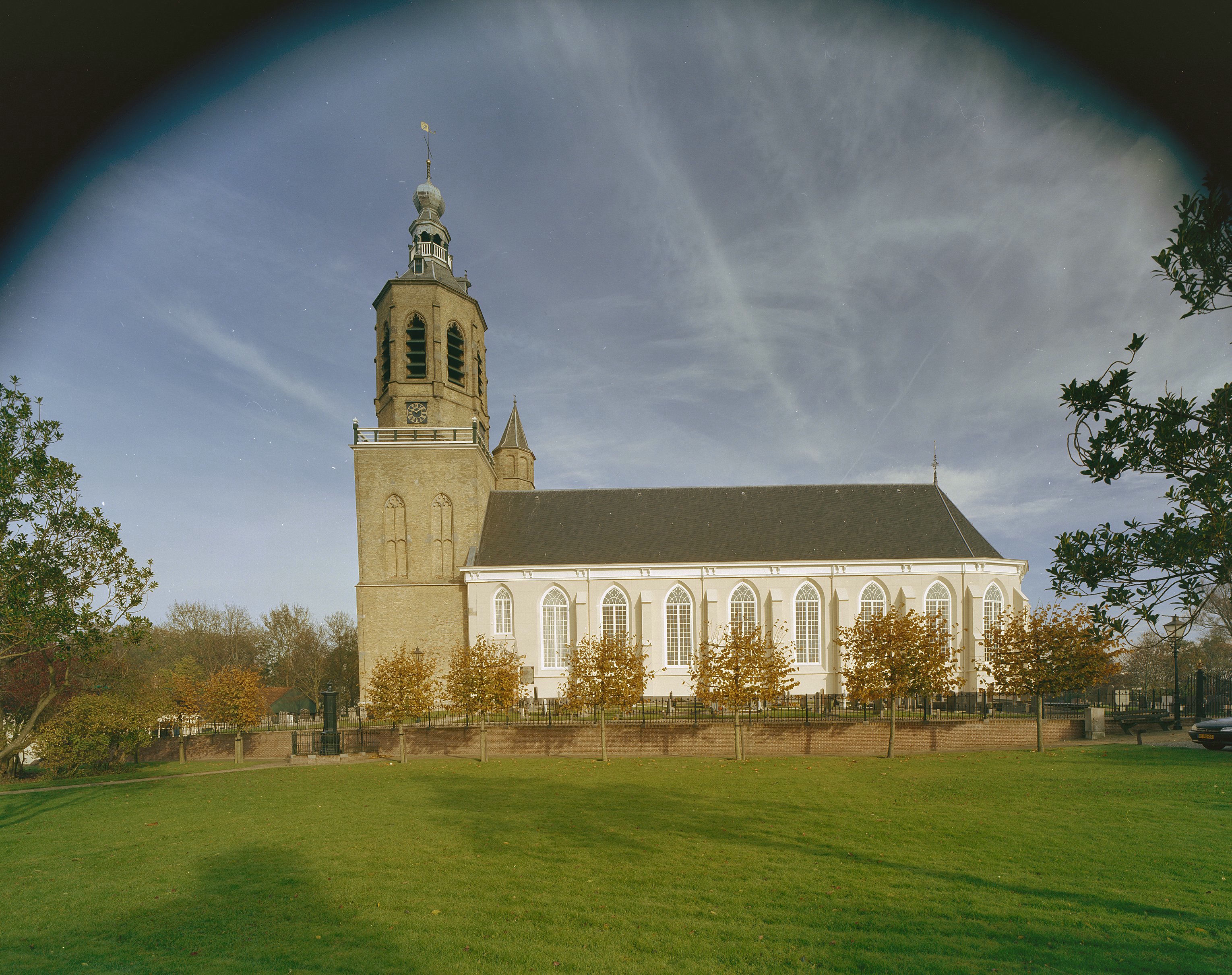
Церква у Дронріпі
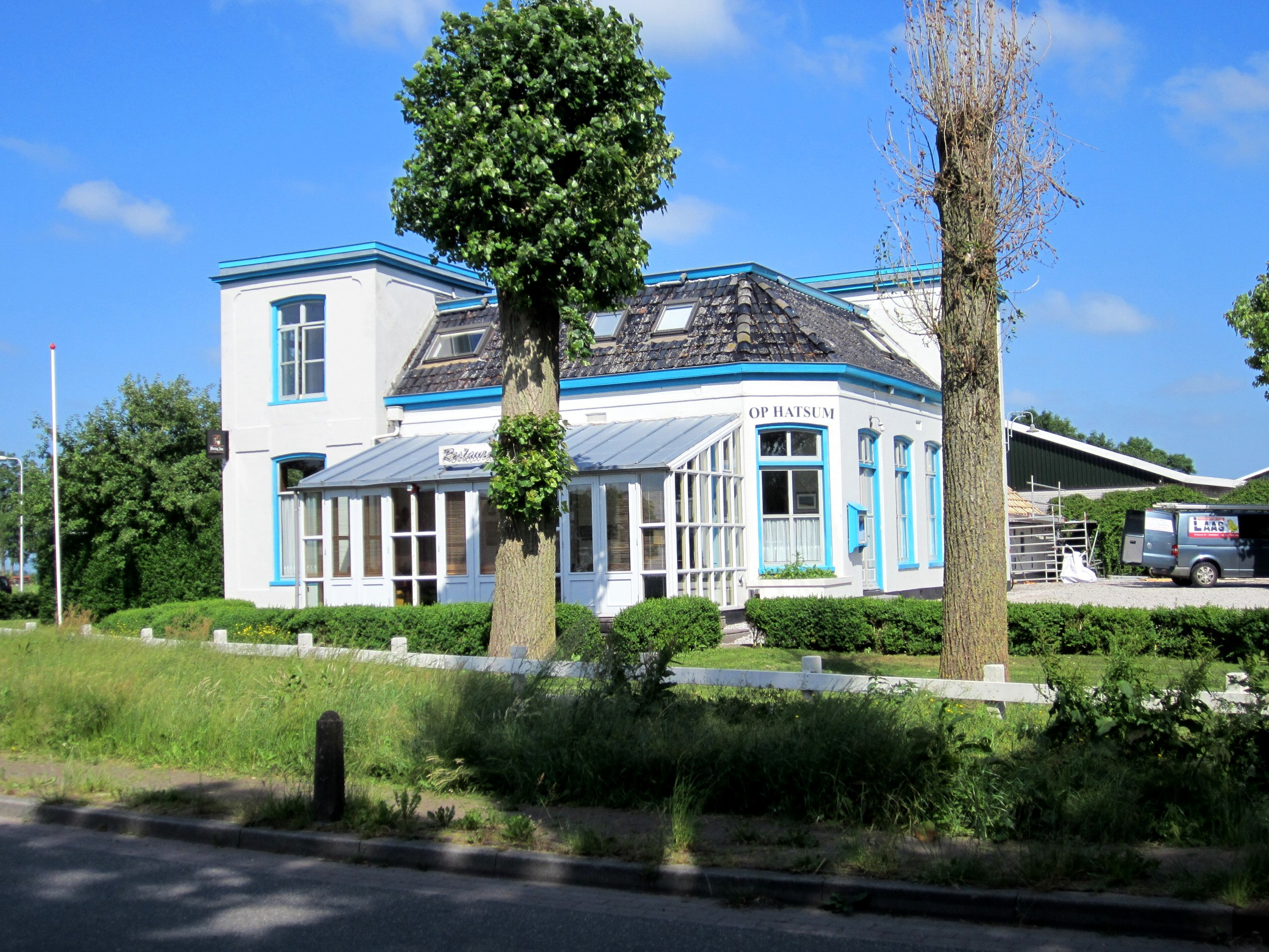
Ресторан Op Hatsum
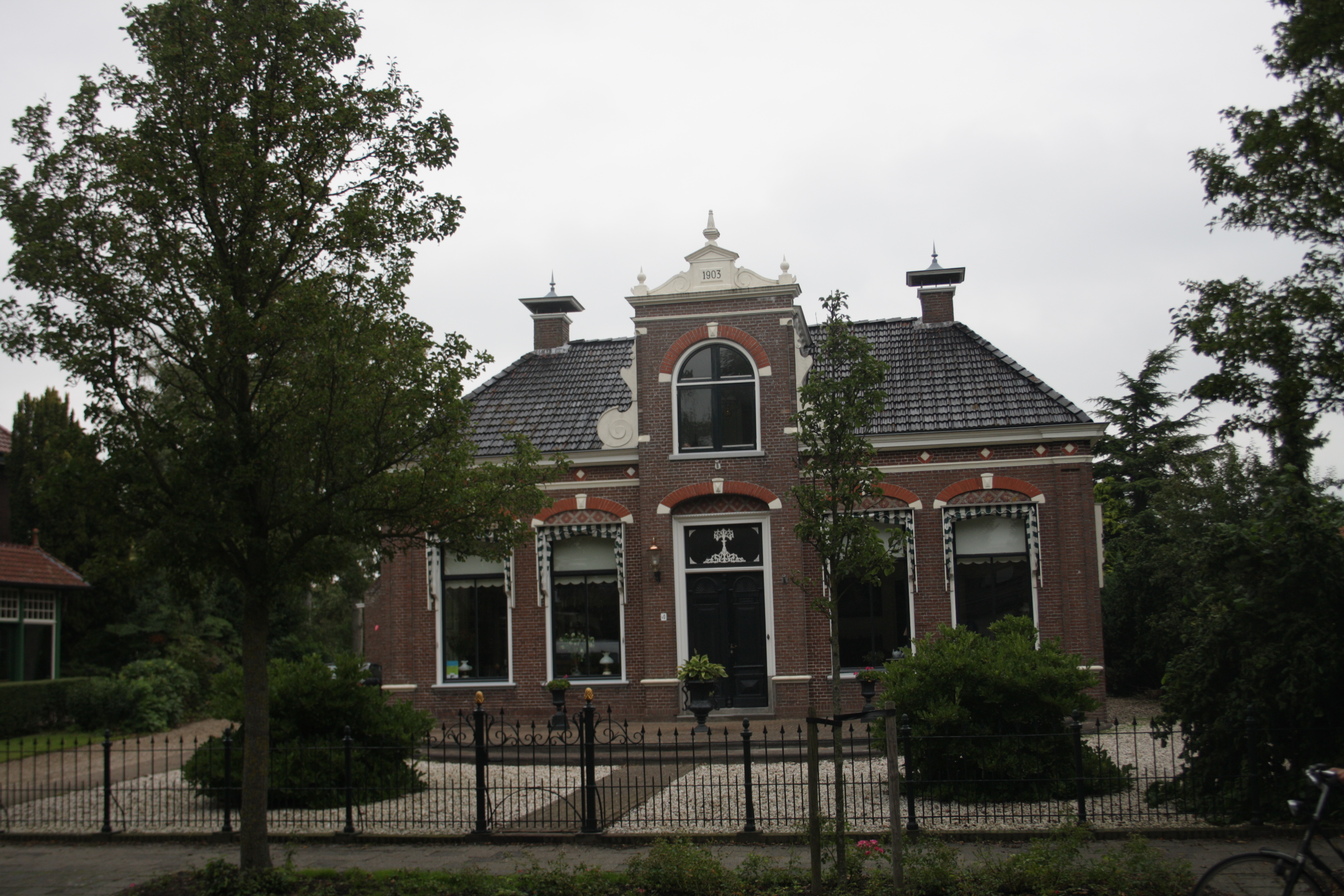
Будинок у Дронріпі
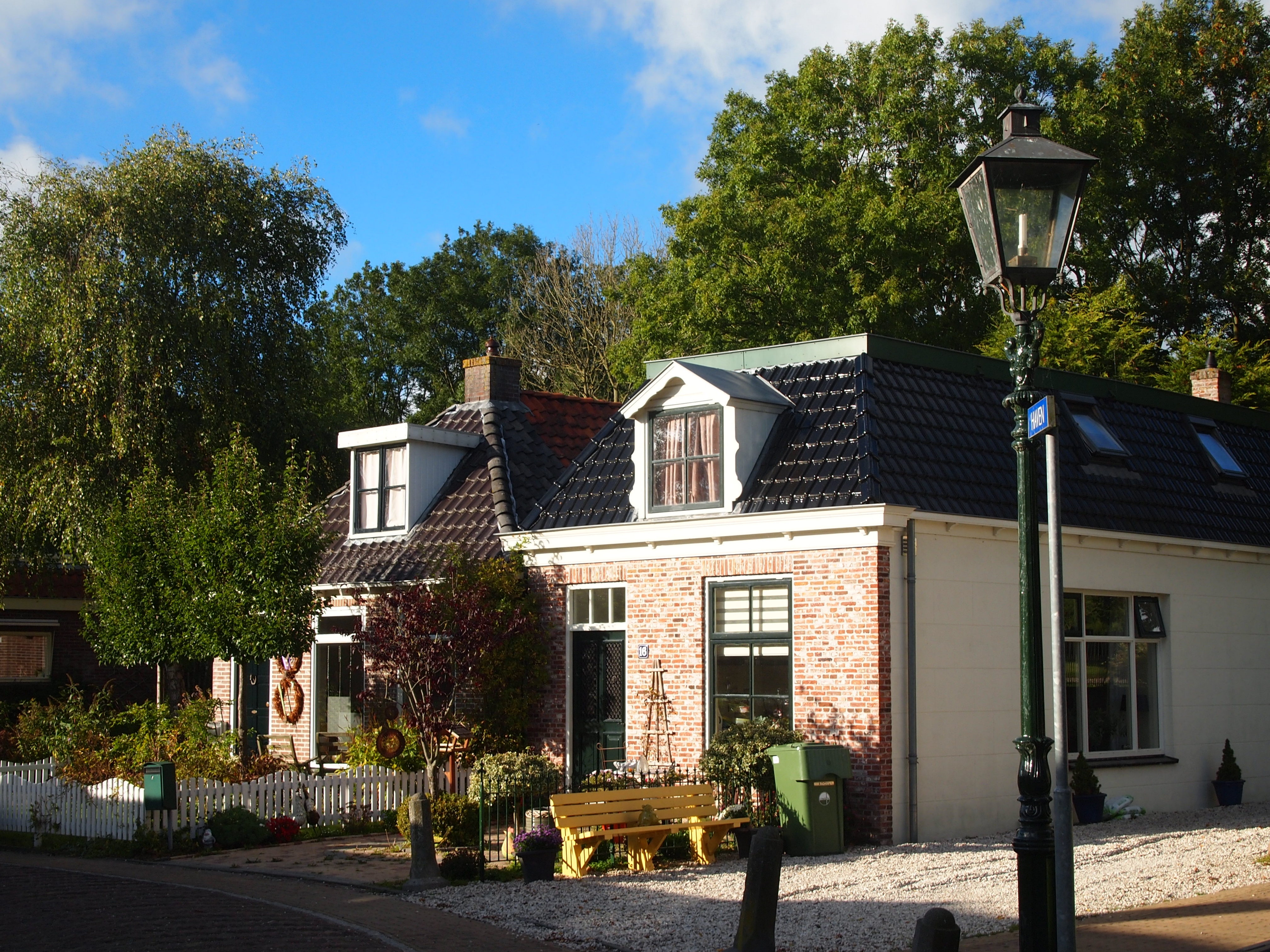
Сільська забудова